# Освальд, Элис
Элис Присцилла Лайл Освальд (англ. Alice Oswald; урожденная Кин; род. 31 августа 1966) — британская поэтесса. Лауреат Премии Т. С. Элиота (2002) и Griffin Poetry Prize (2017). С 1 октября 2019 года она занимает должность Профессора поэзии в Оксфордском университете.

## Биография
Родилась в семье Чарльза Уильяма Лайла Кина и леди Присциллы Мэри Роуз Керзон, дочери Эдварда Керзона, 6-го графа Хау. Освальд изучала классику в Нью-Колледже. После окончания учёбы она несколько лет работала садовником. Живёт в Тотнесе вместе с мужем и тремя детьми. Элис Освальд — сестра актёра Уилла Кина и писательницы Лоры Битти и тётя дочери Кина Дафни.
В 1994 году она стала лауреатом Премии Эрика Грегори. Её первый сборник стихов, The Thing in the Gap-Stone Stile (1996), вошёл в шорт-лист Forward Poetry Prize (за лучший дебют) в 1996 году, а также в шорт-лист Премии Т. С. Элиота в 1997 году.
Её второй сборник, «Dart» (2002), объединил стихи и прозу и повествует о реке Дарт в Девоне с разных точек зрения. Жанетт Уинтерсон назвала его «… подвижной, меняющейся поэмой, такой же быстротечной, как река, и такой же глубокой… праздником различий…». В 2002 году «Dart» получил Премию Т. С. Элиота.
В 2004 году Освальд была названа одним из поэтов нового поколения Общества поэтической книги. Её сборник Woods etc., опубликованный в 2005 году, вошел в шорт-лист Forward Poetry Prize (лучший сборник).
В 2009 году она опубликовала сборники A sleepwalk on the Severn и Weeds and Wildflowers («Сорняки и полевые цветы»), последний получил премию Теда Хьюза.
В октябре 2011 года Освальд опубликовала свой шестой сборник «Memorial». Сюжет сборника основан на «Илиаде» Гомера, но отходит от повествовательной формы «Илиады», чтобы сосредоточиться на отдельных персонажах, чьи смерти упоминаются в поэме, и таким образом почтить их память. Позже, в октябре 2011 года, сборник был включён в шорт-лист премии Т. С. Элиота, но в декабре 2011 года Освальд отозвал книгу из конкурса, сославшись на опасения по поводу этики спонсоров премии. В 2013 году «Мемориал» получил премию Поэтического общества Корнелиу М. Попеску за поэзию в переводе.
В 2016 году Освальд была судьей Griffin Poetry Prize. В 2017 году она стала лауреатом Griffin Poetry Prize за седьмой сборник стихов «Falling Awake».

## Награды
- 1994: Eric Gregory Award
- 2002: Премия Т. С. Элиота
- 2007: Forward Poetry Prize
- 2009: Ted Hughes Award for New Work in Poetry
- 2016: Премия Коста (Поэзия)
- 2017: Griffin Poetry Prize